# Horia Florescu
Horia Florescu (n. 26 aprilie 1940, Măgureni) a fost  un deputat român în legislatura 1990-1992, ales în județul Prahova pe listele partidului FSN. În cadrul activității sale parlamentare, Horia Florescu a fost membru în grupurile parlamentare de prietenie cu Republica Federală Germania, Republica Populară Chineză, Republica Polonă și Regatul Spaniei.